# Психічні властивості
Психічні властивості — більш-менш стійкі індивідуальні психологічні особливості, що проявляються у поведінці та визначають людину як особистість, відмінну від інших людей.
Поняття властивості психіки поруч з її станом та процесами використовують для психологічного опису проявів внутрішньої душевної реальності особи. Серед Психологічних властивостей найчастіше згадують: темперамент, характер, потреби та мотиви, таланти, стійке ставлення до себе, оточення, світу.
Здавна довкола Психологічних властивостей точаться дискусії, зокрема, щодо їх вродженості та ступеню мінливості, причин існування (від астрологічних до фізіологічних пояснень), щодо їх впливу на поведінку людини та взаємну зумовленість поточною діяльністю, способом життя.
Деякі П. в. є основою типологій особистості. Прикладом може служити поняття темперамент.

## Дослідження темпераменту
Вивчення особливостей, які відрізняють кожного з нас і водночас дозволяють об'єднувати за певною ознакою,- одна з історично перших проблем психологічної науки.
Цій проблемі присвячене дослідження більш як 24-вікової давнини, нині відоме як учення про темпераменти. В трактаті Гіпократа «Про природу людини» йшлося про зумовленість особливостей поведінки переважанням в організмі однієї з чотирьох рідин: жовчі, крові, лімфи або чорної жовчі. Звідси — відомі типи: холерик, сангвінік, флегматик, меланхолік.
До сьогодні змінюються пояснення причин існування цих типів, однак приписуються їм ті ж особливості, що і в античні часи (див. статті: холерик, сангвінік, флегматик, меланхолік).
Хоча вважається, що темперамент характеризує нервову систему (фізіологічна структура), основним методом його дослідження є тестування (суб'єктивна оцінка).

## Система П.в.
На сьогодні дослідження індивідуальних властивостей психіки використовується в таких практиках: підбор персоналу, робота з командою (team-building), різноманітні експертизи, самопізнання та розвиток особистості. Як основний метод дослідження використовують тестування.
Водночас, в теорії науки не існує єдиного підходу щодо вивчення П. в. Очевидно, що це поняття поєднує різнорідні явища: вроджені особливості нервової системи (темперамент), майже неконтрольовані свідомістю риси характеру (як правило, набуті у віці немовляти), досить мінливі та усвідомлені потреби тощо. Створені численні класифікації на основі авторських концепцій (наприклад, риси особистості за Олпортом-Кетелом, соціотип у соціоніці). П.в. називають також характеристики пам'яті, уваги, мислення, спілкування, уяви, сприйняття; звідси виділяють властивості мнемічні, інтелектуальні, комунікативні тощо.
Тому існує величезна кількість особливостей, визначених як П. в.
Отже, на сьогодні існують спроби систематизації П.в.:
- в окремих авторських концепціях,
- у вигляді типологій особистості (коли за основу береться домінування певної П.в.),
- класифікації окремих П.в. (типи темпераменту, риси характеру, види «Я-концепцій»).

На сьогодні ставиться під сумнів доцільність дослідження П.в., їх результати визначають як умоглядні, суб'єктивні та ненадійні. Причина полягає не лише у переважному використанні суб'єктивних методик (тести, спостереження), але й у природі досліджуваного явища: психіка є суб'єктивною та мінливою, досі не знайдений інший «доступ» до її безпосереднього вивчення, крім споглядання-інтроспекції.